# Tomasz z Harkel
Tomasz z Harkel (Tomasz z Heraklei, Tumo z Harqel) – żyjący na przełomie VI/VII w. n.e. (ok. 570 – ok. 640 r. n.e.) duchowny Syryjskiego Kościoła Ortodoksyjnego, biskup syryjskiego miasta Mabbug (obecnie: Manbidż w Syrii). Zwolennik miafizytyzmu, dyplomata i tłumacz. Zasłynął jako autor syryjskiego przekładu greckiego tekstu Nowego Testamentu, znanego jako przekład harkleński, który został ukończony w 616 r. n.e. Tłumaczenie Tomasza (podobnie jak tłumaczenia biblijnych tekstów z greckiego na syryjski, których dokonał żyjący w tym samym okresie biskup Paweł z Telli) charakteryzuje się dużym stopniem naśladownictwa morfologii lingwistycznej, składni oraz szyku słów pierwotnego języka greckiego.
Chociaż rok ukończenia przekładu harkleńskiego – 616 r. n.e. – jest jedyną datą związaną z życiem Tomasza z Heraklei, którą przekazują źródła historyczne, jego aktywny udział w życiu Syryjskiego Kościoła Ortodoksyjnego pozwolił na odtworzenie ogólnej chronologii jego życia. Zadania tego podjęli się m.in. Grzegorz Bar Hebraeus (Chronicon Ecclesiasticum, t. I, kol. 267) oraz Michał Syryjczyk (Kronika, ks. X, rozdz. 25). Według obydwu kronikarzy, doskonałą znajomość języka greckiego Tomasz z Harkel zawdzięczał studiom odbytym w czasach młodości w klasztorze Kenneszrin (ówcześnie: obszar syryjskiego Zachodu). Po okresie studiów w Kenneszrin, Tomasz z Harkel został mnichem w klasztorze Tar’il, niedaleko Aleppo, a następnie - biskupem Mabbug. Pozbawiono go godności biskupiej przed 602 r. n.e., w okresie, w którym Domicjan (ok. 550-602) -  krewny cesarza Maurycjusza (582-602) i chalcedoński metropolita Melitene (obecnie: Malatya w Turcji) – rozpoczął prześladowania miafizytów (początek: 598/599 r. n.e.).
W trakcie prześladowań Tomasz wraz z innymi biskupami (być może m.in. z biskupem Pawłem z Telli) przebywał na wygnaniu w koptyjskim zespole klasztornym Enaton, który znajdował się w Egipcie, w odległości około 9. mil od Aleksandrii (Michał Syryjczyk, Kronika, ks. X, rozdz. 23). Źródła historyczne nie podają, czy po śmierci Domicjana Tomasz wrócił z wygnania, choć miał ku temu możliwość, gdyż Persowie najechali wówczas bizantyjski Wschód i zmusili do ucieczki biskupów chalcedońskich, patrząc jednocześnie łaskawym okiem na zwolenników miafizytyzmu oraz Kościoła Wschodu (Grzegorz Bar Hebraeus, Chronicon Ecclesiasticum, t. I, kol. 265; Michał Syryjczyk, Kronika, ks. X, rozdz. 25) .
W czasie pobytu w Enaton w latach 615-616 n.e., losy Tomasza z Heraklei przecięły się z losami głowy Syryjskiego Kościoła Ortodoksyjnego i patriarchy Antiochii – Atanazego I Gammolo (594-631). Tomasz został jego syncelem oraz dyplomatą, podejmując wraz z Atanazym I wysiłki na rzecz ponownego zjednoczenia z egipskimi (koptyjskimi) miafizytami, które zostały zerwane za czasów poprzedniego patriarchy – Piotra z Kallinikos (obecnie: Raqqa w Syrii). Być może już w trakcie wygnania w Enaton syryjscy biskupi rozpoczęli dialog na temat zjednoczenia, niemniej jednak oficjalne negocjacje zainicjował Nicetas, doradca bizantyjskiego cesarza Herakliusza (610-641 r. n.e.), gdyż cesarz spodziewał się politycznych korzyści wynikających ze zjednoczenia. W 616 r. n.e. rozmowy zakończyły się sukcesem (Grzegorz Bar Hebraues, Chronicon Ecclesiasticum, t. I, kol. 269; Michał Syryjczyk, Kronika, ks. X, rozdz. 25). Patriarcha Atanazy I poinformował o nim w obszernym raporcie biskupa Kiriakosa z Amidy (obecnie: Diyarbakır w Turcji). Według badaczy, treść listu Atanazego do Kiriakosa wskazuje, iż obaj patriarchowie nie uczestniczyli osobiście w negocjacjach oraz że ze strony syryjskiej odpowiadał za nie Tomasz z Heraklei (Michał Syryjczyk, Kronika, ks. X, rozdz. 26).
Tomasz z Harkel (oraz jego tłumaczenie Nowego Testamentu) przetrwał czasy podboju Egiptu przez Persów i zburzenie Enaton (619/620 r. n.e.). W 627 r. n.e. cesarz bizantyjski Herakliusz pokonał Persów po sześciu latach wojny, dzięki czemu w 631 r. n.e. mógł spotkać się z Atanazym I i jego dwunastoma biskupami (jak podaje Michał Syryjczyk: jednym z nich był Tomasz z Harkel) w Mabbug, aby omówić chrystologiczną formułę zjednoczenia (Grzegorz Bar Hebraeus, Chronicon Ecclesiasticum, t. I, kol. 271-273; Michał Syryjczyk, Kronika, ks. XI, rozdz. 26). Nie osiągnięto jednak porozumienia, a wkrótce potem rozpoczęły się kolejne prześladowania miafizytów. Tomasz z Harkel miał już wówczas około sześćdziesięciu lat. Zmarł ok. 640 r. n.e. 
Co ciekawe, anonimowe źródło syryjskie myli go z miafizyckim biskupem Tomaszem z Germanikei (obecnie: Kahramanmaraş w Turcji), który żył w VI w. n.e.